# Nissan

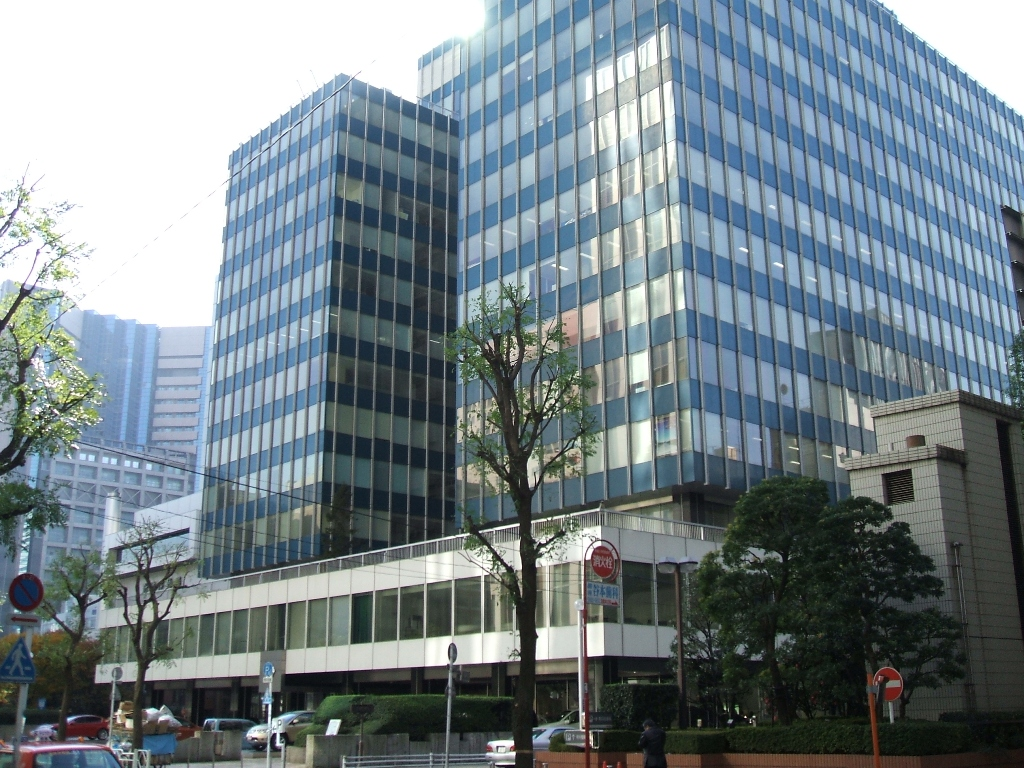
Sediu Nissan

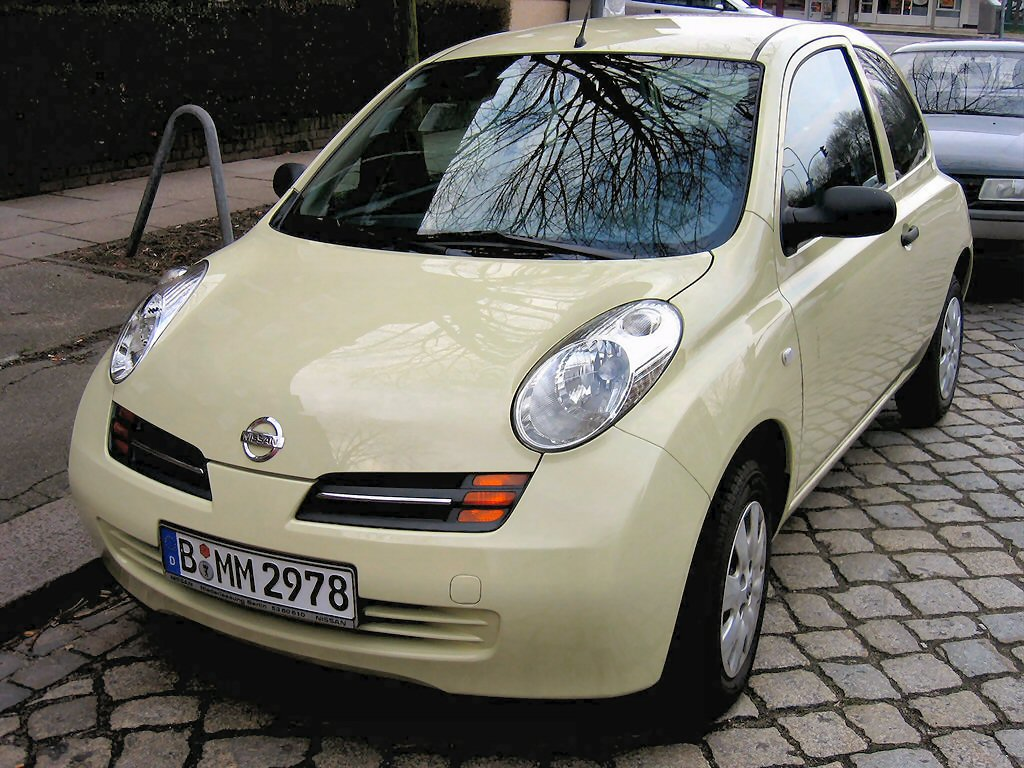
Nissan Micra

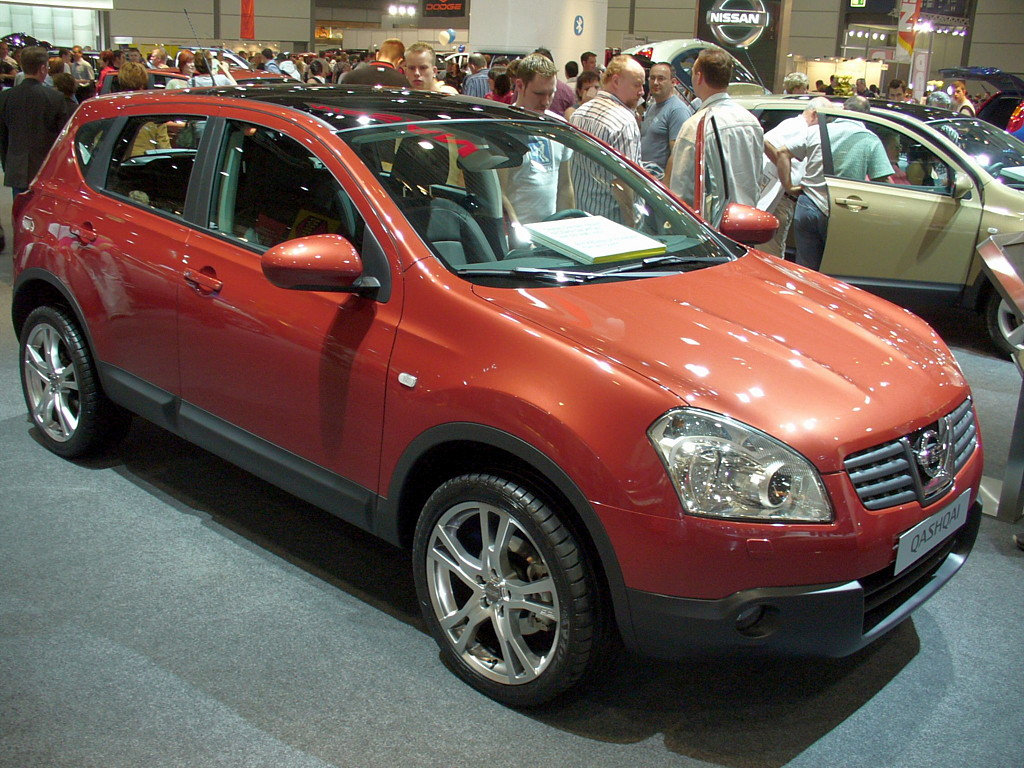
Nissan Qashqai

Nissan Motor Company Ltd (japoneză: Hepburn: Nissan Jidōsha Kabushiki-gaisha), de obicei redusă la Nissan (japoneză: [ɲissaɴ]), este un producător japonez multinațional de autoturisme cu sediul în Nishi -ku, Yokohama. Compania își vinde autoturismele sub Nissan, Infiniti și Datsunbrands cu produse de tuning de performanță, denumite Nismo. Compania își urmărește numele în Nissan zaibatsu, denumit acum Nissan Group.
Din 1999, Nissan a făcut parte din Alianța Renault-Nissan-Mitsubishi, un parteneriat între Nissan din Japonia, Mitsubishi Motors din Japonia și Renault din Franța. În 2013, Renault deține o cotă de vot de 43,4% în Nissan, în timp ce Nissan deține o participație de 15% fără drept de vot la Renault. Din 2009 până în 2017, Carlos Ghosn a fost CEO al ambelor companii. În februarie 2017, Ghosn a anunțat că va demisiona în funcția de CEO al Nissan la 1 aprilie 2017, rămânând în același timp președinte al companiei.
În 2013, Nissan a fost al șaselea cel mai mare producător de automobile din lume, după Toyota, General Motors, Grupul Volkswagen, Hyundai Motor Group și Ford. Luate împreună, Alianța Renault-Nissan va fi al patrulea cel mai mare producător de automobile din lume. Nissan este principalul brand japonez în China, Rusia și Mexic.
În 2014, Nissan a fost cel mai mare producător de automobile din America de Nord.
Nissan este cel mai mare producător de vehicule electrice din lume (EV), cu vânzări globale de peste 275.000 de vehicule electrice, începând cu mijlocul lunii decembrie 2016. Cel mai bine vândut vehicul al fabricantului de automobile este Nissan Leaf, o mașină electrică și cea mai bine vândută mașină electrică de ultimă generație din istorie; mai mult de 300.000 au fost vândute la nivel mondial în ianuarie 2018.
În ianuarie 2018, CEO-ul Nissan Hiroto Saikawa a anunțat că toate vehiculele Infiniti lansate începând din 2021 vor fi vehicule hibride sau vehicule electrice.

## Modele

### Gama Nissan în România
- Nissan Ariya
- Nissan Juke
- Nissan Leaf
- Nissan Micra
- Nissan Qashqai
- Nissan X-Trail

### Modele anterioare
- Nissan 370Z
- Nissan Atleon (Autocamion)
- Nissan Cabstar (Autocamion)
- Nissan GT-R
- Nissan Murano
- Nissan NT500 (Autocamion)
- Nissan Navara
- Nissan Note
- Nissan Pathfinder

## Angajați
- Număr de angajați în 2008: 180.535[7]
- Cifra de afaceri în 2007: 10.824,2 miliarde yeni (66,35 miliarde Euro)[7]
- Venit net în 2007: 482,3 miliarde yeni (2,96 miliarde Euro)[7]